# 修復的司法
修復的司法（しゅうふくてきしほう、英：Restorative Justice）とは、当該犯罪に関係する全ての当事者が一堂に会し、犯罪の影響とその将来へのかかわりをいかに取り扱うかを集団的に解決するプロセス、又は犯罪によって生じた害を修復することによって司法の実現を指向する一切の活動を言う。

## 定義

### 純粋モデルと最大化モデル
修復的司法の定義には争いがある。純粋モデル（Purist Model）によれば、修復的司法は、「当該犯罪に関係する全ての当事者が一堂に会し、犯罪の影響とその将来へのかかわりをいかに取り扱うかを集団的に解決するプロセス」と定義される。他方、最大化モデル（Maximalist Model）によれば、「犯罪によって生じた害を修復することによって司法の実現を志向する一切の活動」と定義される。

### 修復的であることの判断基準
ハワード・ゼアは、修復的司法の古典と評されるその著書『Changing Lenses:A New Focus for Crime and Justice』の中で、ある刑事司法システムが修復的であるか否かの判断基準として、5つの大基準と、そこから導出される小基準を示している。これらを要約すると、以下の通りである。
1. 被害者が正義を実感できるシステムであること
  - 不正義を適切に認識していること
  - 被害者が関係者に真実を語る機会がある等、発言権が保障されていること
  - 被害者が損害回復、物的・心的支援、犯罪事実等に関する情報を得ていること
2. 加害者が正義を実感できるシステムであること
  - 加害者が自身の行動を理解し、責任を取るよう促されていること
  - 事態の健全化が促され、実際に健全化の機会が与えられていること
  - 行動改善を促され、その後の行動を監視するシステムがあること
  - 加害者の家族が支援・援助を受けていること
3. 被害者・加害者間の関係を念頭に置いたシステムであること
  - 適切な場合には対話できる機会が保障されていること
  - 情報交換の機会があること
4. コミュニティの関心が考慮されるシステムであること
  - 手続と結果とが公にされること
  - コミュニティに対する保護・損害回復が考慮されていること
  - コミュニティが手続に関与していること
5. 将来に向けた取り組みが行われていること
  - 事件の原因たる問題及び事件の結果によって生じた問題の解決に向けた対応策が立てられていること
  - 結果を改善にフィードバックする対応策があること

これらの基準をより多く満たせば充たすほど、当該システムはより「修復的である」と評価されることになる。
ただしゼアは、ある制度を「修復的であるか否か」というゼロサムの問題としては捉えず、「極めて修復的」「ほとんど修復的」「部分的に修復的」「可能性として修復的」「偽又は非修復的」という連続するものとして評価すべきとしている。

### 修復的司法の理論・実践に共通する原理
また、修復的司法の理論及び実践の数々に共通する原理として、以下の5点が指摘されている。
1. 犯罪を、害悪を惹起する行為（法に反する行為以上のこと）と捉える。
2. 加害者に対して害悪の修復を要請する。
3. 被害者及び加害者が望む場合には話し合い（感情の表明、被害状況の説明、謝罪、和解等の場）の機会が影響される。
4. コミュニティが、被害者支援・加害者による修復履行について重要な役割を果たす。
5. 結果を刑事司法機関にフィードバックする。

## 修復的司法の基本的視座

### 修復的司法が犯罪を捉える視点
修復的司法の考え方においては、犯罪を、法違反・法益侵害という側面からのみ捉えるのではなく、第一に、人々やその関係に対する侵害・害悪であると捉える。そして、犯罪は、その害悪を修復すべき義務を生み出し、司法システムは、被害者、加害者、及びコミュニティの関与のもと、回復や和解を進めるべきとされる。
そのため、司法システムには、先ず被害者の被った害悪を明らかにして、被害者のニーズを把握し、これに応えることが要求されるとする。
また、修復的司法の考え方においては、事件を抽象化せず、具体的なものとして捉えるべきとする。例えばハワード・ゼアは、加害者と被害者との対立的関係が解消されなかったケースにおいても、怒りを抱く対象が、「加害者」「被害者」という抽象化されたものではなく、具体的な個人へと変化したことをもって、一つの進展と捉えている。

### 修復の原理
修復的司法においては、犯罪によって生じた害悪を回復（健全化：making right）することは、犯罪が悪であることを確証し、責任を宣言するものであって、これにより被害者は、自らが悪かったのではないことを自覚して、その価値観を維持・回復し、かつ、予測可能な秩序ある世界において、自律的に生きていることを再び認識できるようになる、と考える。

## 修復的司法の歴史的位置づけ

### 起源
ハワード・ゼアは、修復的司法の起源を、例えば古代ギリシア・ローマの紛争解決方法に見出す。他方で、それはヨーロッパにのみ存在するものではなく、世界中の至る所（例えば、北アメリカの先住民の社会）に、その風土に合ったものとして存在する、普遍的なものと見る。
すなわちゼアは、その著書『修復的司法とは何か』において、しばしば聖書を引いているが、同書が北アメリカでの状況を論じる目的で執筆されたものであって、それ故の偏りがあること及びあるコミュニティでの方法をそのまま他のコミュニティにおいて踏襲することは不適切である旨述べている。

### 近代的な修復的司法
近代的な修復的司法の端緒は、1970年代のカナダ・オンタリオ州及びアメリカ合衆国インディアナ州におけるキリスト教メノー派の信徒らによる実践にある。特に、1974年、オンタリオ州キッチナーでの「被害者と加害者の和解（Victim-Offender Mediation）」が指摘される。

## 修復の方法（制度の具体例）

### 被害者−加害者和解プログラム

#### 和解プログラムの概要
被害者—加害者和解プログラム (Victim Offender Reconciliation Program: VORP) は、被害者と加害者とが対面し、犯罪によって生じた害悪の解決方法について話し合うことを中心とする修復的なプログラムである。類似するものとして、被害者—加害者カンファレンス (Victim Offender Conference: VOC) がある。
典型的には、被害者・加害者双方が、対面する以前に、互いの感情やニーズを伝えた上、対面することを望む場合には、それが実行され、対面後には、成立した合意が履行されているかどうかを、スタッフが確認する、という過程をたどる。対面においては、互いに質問をすることで、犯罪に関する事実を知る機会及び互いに抱いている感情を相手に伝える機会が与えられる。そして、犯罪結果としての害悪に対する解決策が話し合われることとなる。解決策の内容は、金銭的な賠償や、被害者又はコミュニティへの奉仕活動などがある。

#### 修復的司法における和解の位置づけ
ゼアは、VORを修復的と評価しつつも、修復的司法が、当事者（特に被害者）に対して、和解と許しとを奨励ないし強制するものではないと言明する。修復的司法において、和解をすることが現実的でない場合もあることは、否定されない。被害者と加害者とに面談を強制しても、かえって悪い結果しかもたらさない可能性があるからである。

### 日本の司法制度（自白・改悛・猶予）
ハワード・ゼアは、応報的司法を排除するのではなく、これと並行する制度を開発すべきであるとし、その例として、ジョン・O・ヘイリー (John O. Haley) の分析に依る日本の刑事司法システムを挙げる。すなわち、日本においては、捜査段階から自白する被疑者・被告人が多く、大多数の事案は警察段階で処理され（微罪処分）、検察に送致された（送検）僅かな事案のうちの大部分もまた訴追されず（起訴便宜主義）、更にその大多数も長期の拘禁刑に付されることはない（執行猶予など）。

### 家族集団カンファレンス
家族集団カンファレンス (FGC) は、加害者の家族、家族の関係者、少年付添人、被害者及びその家族・支援者、警察らが加わったミーティングにおいて、加害者が責任を引き受けてその行動を変化させることに重点を置いた討議を行うものであり、コーディネーターがこの進行役を勤める。ここでは、VORPに比べ、当事者の家族やコミュニティの関与がより強く要請されることとなる。
FGCは、マオリ人の伝統を参照して1989年に創設された、ニュージーランドにおける少年司法制度に端を発する。このFGCにおいては、まず会議の参加者とプロセスが決定され、会議中、加害者とその家族が責任の取り方を検討して会議に提示し、コーディネーターは、加害者がその責任を果たすためのプランが実効的なものとなるよう手助けをする。この会議の特徴は、台本がなく、多くの関係者が参加し、予防・懲罰をも含む加害者の責任の取り方を参加者全員の同意に基づいて決定することにある。
オーストラリアの警察は、ニュージーランドのFGCを元にして独自のFGCを創設した。これは北アメリ以下においてよく知られている。オーストラリアのFGCにおいては、調整役（コーディネーター）が台本に従って会議を進行し、加害者に恥をかかせることを利用して、その行動を変えようとすることに重点が置かれる。

### サークル
カナダ先住民族の伝統に端を発するサークルは、刑事司法の様々な段階において、そして犯罪以外の紛争解決手段としても、用いられる。サークルにおいては、参加者が輪になって座り、ある物体（トーキング・ピース）を回し、それを手にしている者だけが発言することを繰り返すことで、参加者全員に発言させることによって議論を進める。議論は、伝統的には長老に相当するサークル・キーパーが主導する。

### 応報的司法との関係
ハワード・ゼアは、犯罪の本質を、法益侵害ではなく、害悪 (harm) として捉えるべきであると主張する。そして、応報的司法も、修復的司法も、犯罪によって生じた不均衡・不公平を是正する目的をもつものであるが、応報的司法は、刑罰によって、加害者を、犯罪被害者と同等の地位まで落とすことで、被害者の尊厳を抽象的に回復し、不公正を是正するのに対して、修復的司法は、具体的な犯罪被害者を犯罪被害を受ける前の状態まで引き上げる（回復する）ことによって、被害者の尊厳を確証する一方、加害者に修復への義務と悔悛の機会を与えることによってその尊厳をも認めるものであり、応報に比べて癒しを促進しやすいものであると述べ、その優位性を主張する。
しかし、修復的司法は、従来刑事司法を担ってきた応報的司法（刑罰）に対して、完全に代替するものではない。ハワード・ゼアは、その著書『修復的司法とは何か』の中で、修復的司法と応報的司法とを排他的・対立的に論じたが、コンラッド・ブランク (Conrad Brunk) は、両者が相対立するものではないことを指摘し、後にゼア自身もこのことを認めている。

## 海外における修復的司法に関連した動き
2002年、ニュージーランドは世界で初めて成人対象の刑法に、修復的司法のプロセス・措置・行動指針を取り入れた。
それ以外にもアメリカ、カナダ、オーストラリア、イギリス等、幾つかの国やコミュニティーで修復的司法の考えを取り入れている。

## 日本における修復的司法に関連した動き
修復的司法は、欧米ではディスカッションを苦手としない人が多いことなどもあって普及が進んでいる。これに対し日本では、被害者側に加害者と会うことへの拒否感が強いケースが多いことや、加害者が罪を軽くするよう利用しているのではないかとの疑念があり、大阪府では被害者と加害者との対話を支援する目的で設立されたNPOが解散に至っている。
2001年に日本で初めて被害者と加害者との対話を支援する目的で設立された千葉県のNPOでは、2016年に2件、2017年に3件、2018年に3件の「修復的対話」の申し込みを受けている。その他にも、被害者の視点を取り入れた少年院でのグループワークや、修復的対話の進行役養成セミナー等を展開している。